# 李欣凌
李欣凌（1974年5月10日—），中国女演员。毕业于中央戏剧学院表演系。

## 作品

### 话剧
- 《我可怜的马拉特》
- 《我到死的哪一天》
- 《玫瑰歌声》
- 《满满的二十七车棉花》
- 《马》
- 《马兰花》
- 《盗版浮士德》
- 《爱尔兰咖啡馆》
- 《和平之翼》

### 电影
- 1998年《都市天堂》--小保姆
- 1999年《能人于四》--于春杏

### 电视电影
- 1997年《刑警的故事》

2001年
- 《数字英雄》--唐莉
- 《爱情魔镜》--黄晓雯

2002年
- 《翻身》--姚雪

### 电视剧
2015年
- 《臥底》--星野美和

2007年
- 《用心过日子》--任婉如
- 《警察的故事》

2006年
- 《粉墨王侯》--四格格
- 《军事特区》--周少红
- 《风云泸沽湖》--李暮雪

2005年
- 《直播室的故事》--安静
- 《雄关遗梦／阴阳关·阴阳梦》--杨星仪
- 《磨坊女人》--红姐

2004年
- 《国家机密》--温柔

2002年
- 《结婚十年》--王菁
- 《大宅门》2--白美

2001年
- 《问情》--唐如冰／黎曼云
- 《桃花扇传奇》--柳如是
- 《曹操与蔡文姬》--董贵人

2000年
- 《情怨两代人》--武晓慧
- 《秦始皇》--阿然

1998年
- 《狄仁杰断案传奇》--丁香
- 《人子》